# 封浜駅
座標: 北緯31度16分11.5秒 東経121度17分23.14秒 / 北緯31.269861度 東経121.2897611度
封浜駅（ふうほうえき）は、中華人民共和国上海市嘉定区江橋鎮曹安公路と封楊路、封浜河路の交差点に位置する、上海軌道交通14号線の終着駅。

## 駅構造
島式ホーム1面2線の地下駅。出口は6箇所。

## 駅出口
- 1号出口：曹安公路
- 2号出口：曹安公路
- 3号出口：曹安公路
- 4A号出口：曹安公路
- 4B号出口：曹安公路
- 5号出口：曹安公路、翔封路

## 隣の駅
上海地下鉄
 14号線
封浜駅 - 楽秀路駅